# ジャン・ベリヴォー
ジャン・ベリヴォー（Jean Arthur Beliveau、1931年8月31日 - 2014年12月2日）は、カナダ連邦ケベック州トロワリヴィエール生まれのプロアイスホッケー選手である。
NHLモントリオール・カナディアンズのセンターとしてチームキャプテンを5期務め、その紳士的な態度と天性のリーダーシップから多くの人々の尊敬を集めた。D.h.c の肩書きを持ち、オーダー・オブ・カナダ（カナダ勲章）、ナショナル・オーダー・オブ・ケベック（ケベック国家勲章）を受勲している。

## 経歴
若い時からアイスホッケー界のスター選手として注目を集め、ケベック・エースズ (Quebec Aces) に在籍しケベック・シニア・ホッケーリーグの得点王となる。
ケベックにも居心地の良さを感じていたが、NHLのモントリオール・カナディアンズは獲得に奔走し、ついにはケベック・シニアリーグそのものを買収しプロ化してしまう。カナディアンズでは、1950-1951シーズンと1952-1953シーズンにそれぞれ2試合、3試合の出場記録が残されているが、正式契約は1953年10月3日に当時22歳で結び、1953-1954シーズンから正選手となる。当時の契約内容は5年間で10万5千ドルにボーナスを加算するとの記録があり、NHL加入当初からリーグ屈指の高額年俸選手であったといわれている（もっとも、ケベックでも相当な処遇を受けていた。）。
1955-1956シーズンには、アート・ロス記念賞（シーズン得点王）とハート記念賞（シーズン最優秀選手賞）を同時受賞した。カナディアンズには通算18年（最初の2年をカウントすれば20年）在籍し、10度のスタンレー・カップ優勝を経験した。1960年にモーリス・リシャールが引退した後、選手からの支持により5期に渡ってチームキャプテンを務めた。
1964-1965シーズンのスタンレー・カップ、プレイオフで見せたパフォーマンスは、ファン、チームメート、そして敵チームからも賞賛と尊敬を集め、新設されたコーン・スマイス賞の第1回受賞者となる。
ジャン・ベリヴォーは1970-1971シーズンをもって現役引退するが、レギュラーシーズン1,125試合で507ゴール、712アシスト、1,219ポイント、プレイオフ162試合で70ゴール、97アシスト、176ポイントの記録を残した。この引退時点でのゴール数はカナディアンズの史上第1位を誇るとともに、プレイオフでのゴール数はNHL歴代第1位であった。
1972年には、待機期間3年の原則を破って、ホッケーの殿堂入りを果した。
引退後は、1971年に創立した「ジャン・ベリヴォー基金（Jean Beliveau Foundation 、1993年には Society for Disabled Children に移管）」を通じて慈善活動を行う一方で、カナディアンズの幹部、親善大使としての役割を務めた。
ベリヴォーは、数々の受賞歴とともにカナダ各地の大学から名誉学位を贈られている。また、1995年にはロヨラ・メダル (Loyola Medal) を受賞した。さらに、ケベック州ではナショナル・オーダー・オブ・ケベック（ケベック国家勲章）、連邦政府からは1998年5月6日にオーダー・オブ・カナダ（カナダ勲章）を受勲している。
1994年には、カナダ総督の地位のオファーがあったが、これは辞退している。また、上院議員への推薦も固辞している。2001年には、その名前が Canada's Walk of Fame に刻まれ、同年にはその肖像が切手の図案に採用された。
2004年11月、2004年から2005年のNHLロックアウトにおいては、NHL側に立ち、「選手達が過度に高額の年俸を要求することは、アイスホッケーとリーグにダメージをもたらす」旨の発言を行った。
2014年12月2日、モントリオール郊外のロンゲール市内で死去。83歳没。

## 選手としての特徴
彼自身、リーダーとしてゲームでコーチや審判との橋渡しを行ったり、スポークスマンとしての役割も大切だが、最も重要なな仕事は、ベンチ裏での選手の悩み事の相談に真摯に対応することと語っている。
パワフルなスケートとともに、威厳に満ち研ぎ澄まされた雰囲気を持っていたといわれ、リンク上でもその外でももって生まれたリーダーシップを発揮した。一時は6フィート3インチ、205ポンドの恵まれた体を活かした厳しいボディチェックにより、ペナルティの多い年もあったが（例えば、1995-1956シーズンの143分）、次第にエレガントなプレースタイルに変化していったといわれている。

## 詳細情報

### 通算成績
| 1950-51 | モントリオール・カナディアンズ | NHL     | 2    | 1   | 1   | 2    | 0    |     |    |    |     |     |
| 1952-53 | モントリオール・カナディアンズ | NHL     | 3    | 5   | 0   | 5    | 0    |     |    |    |     |     |
| 1953-54 | モントリオール・カナディアンズ | NHL     | 44   | 13  | 21  | 34   | 22   | 10  | 2  | 8  | 10  | 4   |
| 1954-55 | モントリオール・カナディアンズ | NHL     | 70   | 37  | 36  | 73   | 58   | 12  | 6  | 7  | 13  | 18  |
| 1955-56 | モントリオール・カナディアンズ | NHL     | 70   | 47  | 41  | 88   | 143  | 10  | 12 | 7  | 19  | 22  |
| 1956-57 | モントリオール・カナディアンズ | NHL     | 69   | 33  | 51  | 84   | 105  | 10  | 6  | 6  | 12  | 15  |
| 1957-58 | モントリオール・カナディアンズ | NHL     | 55   | 27  | 32  | 59   | 93   | 10  | 4  | 8  | 12  | 10  |
| 1958-59 | モントリオール・カナディアンズ | NHL     | 64   | 45  | 46  | 91   | 67   | 3   | 1  | 4  | 5   | 4   |
| 1959-60 | モントリオール・カナディアンズ | NHL     | 60   | 34  | 40  | 74   | 57   | 8   | 5  | 2  | 7   | 6   |
| 1960-61 | モントリオール・カナディアンズ | NHL     | 69   | 32  | 58  | 90   | 57   | 6   | 0  | 5  | 5   | 0   |
| 1961-62 | モントリオール・カナディアンズ | NHL     | 43   | 18  | 23  | 41   | 36   | 6   | 2  | 1  | 3   | 4   |
| 1962-63 | モントリオール・カナディアンズ | NHL     | 69   | 18  | 49  | 67   | 68   | 5   | 2  | 1  | 3   | 2   |
| 1963-64 | モントリオール・カナディアンズ | NHL     | 68   | 28  | 50  | 78   | 42   | 5   | 2  | 0  | 2   | 18  |
| 1964-65 | モントリオール・カナディアンズ | NHL     | 58   | 20  | 23  | 43   | 76   | 13  | 8  | 8  | 16  | 34  |
| 1965-66 | モントリオール・カナディアンズ | NHL     | 67   | 29  | 48  | 77   | 50   | 10  | 5  | 5  | 10  | 6   |
| 1966-67 | モントリオール・カナディアンズ | NHL     | 53   | 12  | 26  | 38   | 22   | 10  | 6  | 5  | 11  | 26  |
| 1967-68 | モントリオール・カナディアンズ | NHL     | 59   | 31  | 37  | 68   | 28   | 10  | 7  | 4  | 11  | 6   |
| 1968-69 | モントリオール・カナディアンズ | NHL     | 69   | 33  | 49  | 82   | 55   | 14  | 5  | 10 | 15  | 8   |
| 1969-70 | モントリオール・カナディアンズ | NHL     | 63   | 19  | 30  | 49   | 10   | -   | -  | -  | -   | -   |
| 1970-71 | モントリオール・カナディアンズ | NHL     | 70   | 25  | 51  | 76   | 40   | 20  | 6  | 16 | 22  | 28  |
| NHL合計 | NHL合計                        | NHL合計 | 1125 | 507 | 712 | 1219 | 1029 | 162 | 79 | 97 | 176 | 211 |

### 表彰
- NHL オールスター第1チーム選抜 6度
- NHL オールスター第2チーム選抜 4度
- アート・ロス記念賞（1956年）
- コーン・スマイス賞（1965年）
- ハート記念賞（1956年、1964年）

### 記録
- NHLオールスターゲーム選出：13回